# Марциновиці (гміна)
Гміна Марциновиці (пол. Gmina Marcinowice) — сільська гміна у південно-західній Польщі. Належить до Свідницького повіту Нижньосілезького воєводства.
Станом на 31 грудня 2011 у гміні проживало 6511 осіб.

## Площа
Згідно з даними за 2007 рік площа гміни становила 95.91 км², у тому числі:
- орні землі: 82.00%
- ліси: 8.00%

Таким чином, площа гміни становить 12.91% площі повіту.

## Населення
Станом на 31 грудня 2011:
| Опис     | Загалом | Загалом | Чоловіки | Чоловіки | Жінки | Жінки |
| -------- | ------- | ------- | -------- | -------- | ----- | ----- |
| одиниця  | осіб    | %       | осіб     | %        | осіб  | %     |
| все      | 6511    | 100     | 3202     | 49.18    | 3309  | 50.82 |
| міське   | 0       | 100     | 0        |          | 0     |       |
| сільське | 6511    | 100     | 3202     | 49.18    | 3309  | 50.82 |

## Сусідні гміни
Гміна Марциновіце межує з такими гмінами: Дзержонюв, Лаґевники, Меткув, Собутка, Свідниця, Жарув.